# Plagiogyria pectinata
Plagiogyria pectinata är en ormbunkeart som först beskrevs av Frederik Michael Liebmann och som fick sitt nu gällande namn av David Bruce Lellinger.
Plagiogyria pectinata ingår i släktet Plagiogyria och familjen Plagiogyriaceae. Inga underarter finns listade i Catalogue of Life.